# Siegfried Johannes Reimer
Siegfried Johannes Reimer (* 21. März 1815 in Berlin; † 25. Juli 1860) war ein deutscher Mediziner.

## Leben
Siegfried Johannes Reimer war ein Sohn des aus Greifswald stammenden Berliner Verlegers Georg Andreas Reimer und dessen Ehefrau Wilhelmine Charlotte Susanne Philippine Reinhardt (1784–1864). Nach dem Besuch des Friedrich-Wilhelms-Gymnasiums studierte er anfangs Philosophie und Naturwissenschaften, danach ausschließlich Medizin in Bonn und Berlin, wo er 1837 promoviert wurde. Bis 1841 sammelte Reimer praktische Erfahrungen in Halle, Wien und Paris.
Nach Berlin zurückgekehrt, wurde er Arzt am neugegründeten Elisabeth-Krankenhaus, städtischer Armenarzt und Arzt der Schuldgefangenen sowie Arzt der Siechenanstalt Bethesda. Er war Assistent von Karl Wilhelm Mayer in der gynäkologischen Armenpraxis. 1845 hielt er sich wegen eines Lungenleidens in Italien auf.
An der politischen Bewegung 1848/49 nahm er „lebhaften Anteil“ (ADB). Er war jahrelang im Vorstand des Männerturnvereins und zeitweise Lehrer für Anatomie und Physiologie an der militärischen Central-Turnanstalt.
Siegfried Johannes Reimer starb nach kurzer heftiger Krankheit ein halbes Jahr nach seiner Heirat mit Elisabeth Jonas.
Das von den damals noch wenig bekannten Medizinern Rudolf Virchow und Benno Reinhardt gegründete Archiv für pathologische Anatomie und Physiologie fand durch Siegfried Johannes’ Vermittlung in dessen Bruder Georg Ernst Reimer einen Verleger.